# تمام بن تميم التميمي
أَبُو الجَهْم تَمَّام بن تمِيم الدَّارِمِيُّ التَّمِيمِي كان والي محمد بن مقاتل العكي على تونس، وهو جد أبو العرب التميمي. خرج عليه سنة 183 هـ، وحارب والي الدولة العباسية محمد بن مقاتل العكي، وتغلب عليه ثم أعطاه الأمان على أن يخرج من إفريقية، وسيطر على القيروان، وحكم إفريقية مدة من الزمان، ثم حاربه إبراهيم بن الأغلب وظفر به وإستولى على ملك إفريقية.

## ثورته
سار في عام 183 هـ مع جماعة القواد والأجناد من أهل الشام وخراسان إلى القيروان، وفيها محمد بن مقاتل بن حكيم القرني والي هارون الرشيد على إفريقية، فحاربه وانتصر عليه تميم وتحصن ابن مقاتل في قصرهـ وأقبل تميم واستولى على القيروان، وكتب لابن مقاتل كتاب أمان على نفسه وأهله وعياله شرط أن يخرج عن إفريقية كلها وملك تميم القيروان.
وأقبل تمام فنزل بعسكره خلف باب أبي الربيع. فلما أصبح تمام فتح له الأبواب فدخل يوم الأربعاء 25 رمضان سنة 183 هـ، فآمن تمام القرني على دمه وأهله وماله. فسيطر أبو الجهم بن تميم التميمي على إفريقية. وكان ثائرا متغلبا من غير عهد من الرشيد. فدخل القيروان، وخرج القرني منها بأمانه ومشى لطرابلس ولحق به قوم من خراسان منهم طرحون صاحب شرطته. فاجتمع رأيهم على أن يدخلوه فدخلها وأقام تمام ملك القيروان فنهض إليه إبراهيم بن الأغلب من الزاب، وكان أمير عليه. فلما بلغ تمام إقباله إليه سار إلى تونس، فدخل ابن الأغلب القيروان، ابتدر المسجد الجامع، وصعد المنبر وكان فصيحًا بليغًا، فأعلم الناس أنه ما وصل إلا لنصره محمد بن مقاتل العكي، وأنه أميرهم المودم عليهم من أمير المؤمنين وكتب إلى العكي يخبره بما فعل في حقه ويؤكد عليه في الوصول. فعاد العكي واليًا، ودخل هو ومن معه القيروان. وقبض على تمام وسير إلى بغداد وتوفي مسجونًا.